# Захоплення Туніса (1569)
Захоплення Туніса в 1569 році — захоплення міста Туніс, що знаходився під владою хафсідського султана, вассала і союзника габбсубрзької Іспанії, армією Османської імперії на чолі з бейлербеєм османського Алжиру Улуч Алі-пашою.

## Передумови
Вперше Туніс був завойований османами у хафсідського султана Мулая Хафсана в 1534 році, коли місто захопив османський флот на чолі з Хайр ад-Діном Барбароссою. Однак наступного року імператор Священної Римської імперії Карл V організував велику експедицію об'єднаного християнського флоту і вибив османів з Туніса. Він відновив на троні Мулая Хафсана як свого васала, а також укріпив форт Ла-Гулетт, що прикривав з моря доступ до міста і залишив в ньому значний іспанський гарнізон.
1547 року син Мулая Хафсана — Абу'л Аббас Ахмад III уклав з Іспанією новий договір (доповнений у 1548 та 1550 роках, продовжений у 1555 році), який ще раз підтведив сюзерінітет Іспанії над хафсідським Тунісом.
У березні 1568 року звільнилась посада бейлербея османського Алжирського еялету, і за рекомендацією Піяле-паші, султан Селім II призначив пашею та бейлербеєм Алжиру Улуч Алі, християнинського ренегата з Калабрії і успішного корсара та адмірала османського флоту.

## Османська експедиція
У 1569 році, новопризначений бейлербей Алжира Улуч Алі-паша вирушив суходолом з Алжира на Туніс на чолі армії, що складалась з 5300 османів і 6000 кабільської кінноти з королівств Куку і Бені Аббес.
В битвах біля Беджи та Сіді-аль-Хаттаб Улуч Алі завдав хафсідському війську Ахмада III  нищівних поразок. Спроба Ахмада III отримати допомогу від іспанців виявилася марною. Після перемог в цих битвах Улуч Алі захопив місто Туніс без великих втрат і оголосив себе його пашею. 
Абу'л Ахмад III був змушений шукати прихистку в іспанській фортеці Ла-Гулетт в Туніській затоці, спроба захопити яку виявилася невдалою для османів і Ла-Гулетт так і залишилась під іспанським контролем.

## Наслідки
Через чотири роки після захоплення Туніса османами, у 1573 році християнському флоту на чолі з переможцем в битві при Лепанто Хуаном Австрійським вдалося ненадовго повернути Туніс, однак у 1574 році Улуч Алі-паша знову, тепер вже в якості капудан-паші на чолі османського флоту остаточно завоював Туніс для Османської імперії. Ця подія мала велике значення, оскільки після неї остаточно визначилось, що Магриб і вся Північна Африка перебуватиме під владою мусульман, а не християнства, і з нею закінчилась іспанська Конкіста Північної Африки, яка була розпочата католицькими монархами  Іспанії в 1497 році.